# Памятник Эмиру Тимуру (Ташкент)
Памятник Эмиру Тимуру — бронзовый конный монумент Тамерлану, государственному деятелю и полководцу, одному из основателей узбекской государственности.
Памятник, работы скульпторов Ильхома Джаббарова и Камола Джаббарова, был открыт 31 августа 1993 года в центре города Ташкента, в центральном сквере города, переименованном в честь Амира Темура. Открытие памятника, на котором присутствовал Президент Ислам Каримов, было приурочено к празднованию второй годовщины независимости страны.
Скульптура изображает Тамерлана, сидящего верхом на коне в полном походном облачении, в шлеме, выполненном в виде царской короны, с саблей в ножнах на поясе, который являлся отличительным признаком военного сословия той эпохи и с притороченным к седлу щитом. Левой рукой полководец сдерживает за поводья коня, правая рука поднята вверх. На постаменте памятника выгравировано имя правителя «AMIR TEMUR» и его девиз — «сила в справедливости» на четырёх языках — узбекском, русском, английском и арабском.

## Изображения на денежных знаках, почтовых марках и государственных наградах
Памятник Эмиру Тимуру в городе Ташкенте изображён на денежных знаках, почтовых марках и государственных наградах Узбекистана.
- Купюре номиналом 500 сумов, 1999 года, самой крупной купюре Узбекистана на момент выпуска[4].
- Памятной монете номиналом 10 сумов из медно-никелевого сплава, плакированного золотом, 1994 года, посвящённой 3-летию независимости Узбекистана[5].
- Памятной монете номиналом 10 сумов из серебра, 1994 года, посвящённой 3-летию независимости Узбекистана[5].
- Памятной монете номиналом 100 сумов из серебра, 1996 года, посвящённой 660-летию со дня рождения Амира Темура[6].
- Памятной монете номиналом 100 сумов из серебра, плакированного золотом, 1996 года, посвящённой 660-летию со дня рождения Амира Темура[6].
- Памятной монете номиналом 100 сумов из золота, 1997 года, посвящённой Амиру Темуру[7].
- Памятной монете номиналом 100 сумов, 1998 года «памятник Амиру Темуру»[8].
- Памятной монете номиналом 100 сумов, 2001 года, посвящённой 10 годовщине независимости Узбекистана[9].
- Почтовой марке номиналом 100 сумов, 2012 года[10].
- Почтовой марке номиналом 450 сумов, 2012 года[11].
- Почтовой марке номиналом 600 сумов, 2012 года[12].

## Галерея
- Купюра 500 сумов, 1999
- Почтовая марка 20 тийинов, 1994
- Почтовая марка 100 сумов, 2012
- Почтовая марка 450 сумов, 2012
- Почтовая марка 600 сумов, 2012
- Почтовая марка 15000 сумов, 2011